# 李泛来
李 泛来（イ・ボムネ、朝鮮語: 이범래/李泛來、1959年1月26日 - ）は、大韓民国の裁判官、検察官、弁護士、政治家。第18代韓国国会議員。
本貫は全州李氏。キリスト教徒。元国会議員の李忠煥は岳父、元駐チェコ大使の全海鎮は妻の姉妹の夫。

## 経歴
慶尚南道固城郡下一面出身。ソウル大学校法学科卒、慶熙大学校大学院税務管理学修了（経営学修士）。第23回司法試験合格後、陸軍本部普通軍事法院軍判事、ソウル地方検察庁検事、法務法人中央代表弁護士を経て政界入りし、ハンナラ党青年分科委員会副委員長・大統領選挙候補予備選挙李明博候補キャンプ法律支援本部長兼ソウル市戦略企画委員長、大韓テコンドー協会副会長、第18代国会政務委員会委員を務めた。2008年の第18代総選挙ではハンナラ党の候補としてソウル九老甲選挙区から出馬し、統合民主党の李仁栄との接戦の末、926票差で勝利した。